# Bundesfachverband Besonnung
Der Bundesfachverband Besonnung e.V. ist ein deutscher Interessenverband für Solarienbetreiber. Sitz des Verbandes ist Seelbach. Der Bundesfachverband Besonnung setzt sich für eine Professionalisierung der Solarienbranche ein, er betreibt und beteiligt sich an Institutionen und Veranstaltungen zur beruflichen Qualifizierung der Mitarbeiter in Sonnenstudios, Wellnessbetrieben und im Solarienhandel.

## Organisation
Im ehemaligen Photomed-Verband – jetzt: Bundesfachverband Besonnung (BfB) – sind etwa 400 Studiobetreiber mit 1.200 Sonnenstudios (von insgesamt 4.600 Sonnenstudios in Deutschland), Solarienhandlungen und Dienstleistungsbetriebe organisiert. Mit Beginn des Jahres 2011 gehören auch Hersteller, Händler und Dienstleister der Branche zum Verband.

## Geschichte
Der Verband wurde am 30. November 1984 als Photomed – Verband Photomedizin und Besonnung gegründet. Im März 2006 beschloss die Mitgliederversammlung eine Namensänderung in Photomed Bundesfachverband für Solarien und Besonnung e.V.
Mit der Namensänderung sollte dem Wandel von einer Interessengemeinschaft zur Förderung der künstlichen Besonnung zu einer berufsständischen Organisation der Betreiber von Sonnenstudios, einschließlich Solarienhandel und Dienstleistungen Rechnung getragen werden. Der Photomed betreibt generell eine Aufklärungsarbeit zum Thema künstliche Besonnung.
Im November 2010 fusionierte der Photomed Verband mit dem Bundesfachverband Sonnenlicht-Systeme e. V. (SLS) zum Bundesfachverband Besonnung e.V. (BfB).